# Bierspünderstraße

Die Lage der Bierspünderstraße, rot markiert

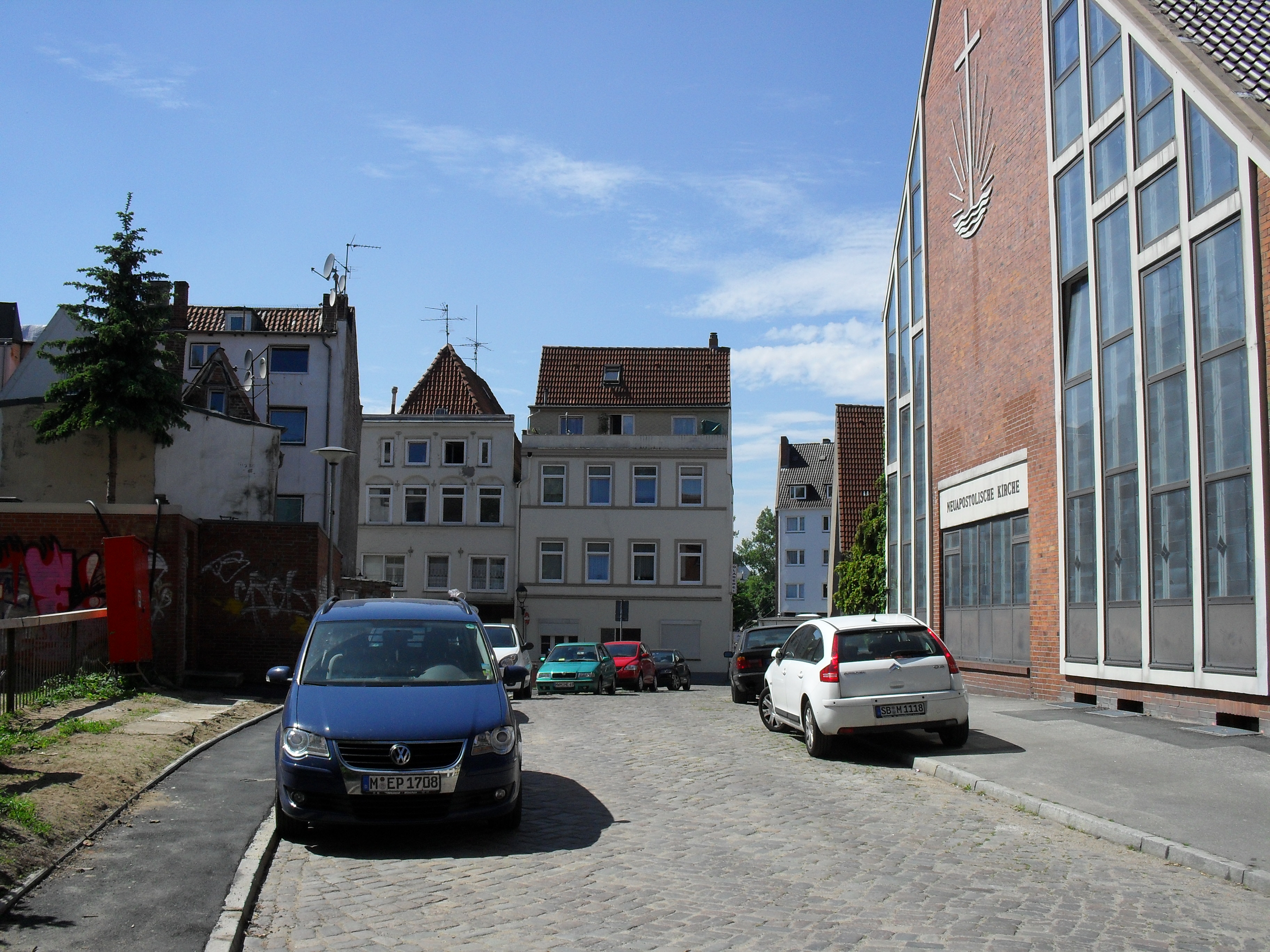
Die Bierspünderstraße, Blick vom Ellerbrook

Die Bierspünderstraße ist eine Straße der Lübecker Altstadt.

## Lage
Die etwa 60 Meter lange Bierspünderstraße befindet sich im nordwestlichen Teil der Altstadtinsel, im Marien-Magdalenen Quartier. Sie bildet die Querverbindung zwischen Ellerbrook und Böttcherstraße.

## Geschichte
Gemeinsam mit der Neuen Querstraße ist die Bierspünderstraße eine von nur zwei Straßen der Lübecker Altstadt, die nach dem Zweiten Weltkrieg ohne Vorgänger vollkommen neu angelegt wurden. Durch den Bombenangriff von 1942 wurden die historischen Gebäude zwischen Ellerbrook und Böttcherstraße größtenteils vernichtet. Beim Wiederaufbau in den späten 1950er Jahren wurde die dichte Blockbebauung nicht wieder hergestellt. Durch das nunmehr offen angelegte Gebiet wurde eine vorher nicht bestehende Straße gelegt, die 1960 den Namen Bierspünderstraße erhielt.
Die Bezeichnung soll anknüpfen an den seit dem 14. Jahrhundert existierenden Bierspündergang, der die Hausnummer Ellerbrook 6 trug (Vorderhaus war Nr. 10) und der wegen seines außergewöhnlichen U-förmigen Verlaufs einzigartig in Lübeck war. Der Bierspündergang war 1942 zerstört worden; die neu angelegte Straße nimmt einen Teil seiner ehemaligen Fläche ein.
An der Nordseite der Straße befindet sich die Neuapostolische Kirche in Lübeck.